# Silvia Barba
Silvia Barba (1976) es una periodista deportiva española, destacada por sus coberturas de los partidos más importantes de la historia de la selección de fútbol masculina de España, como por ejemplo la Eurocopa de 2008, la Eurocopa de 2012, y la Copa Mundial de Fútbol de 2010. Su trabajo ha sido reconocido con una Estrella de Madrid.

## Trayectoria
Creció en Madrid, en el barrio del Alto de Extremadura, y desde muy joven mostró interés en el fútbol y en la comunicación. Tras finalizar sus estudios de periodismo en la Universidad Complutense de Madrid, trabajó en una agencia de noticias deportivas. Después, continuó su carrera en la televisión local madrileña Telemadroño con un programa deportivo llamado "Engánchate al deporte".  También trabajó en las emisoras de radio Onda Madrid y Radio Marca, en la cadena de televisión Real Madrid TV, o en periódico deportivo Marca, cubriendo la información del Club Atlético de Madrid.
Posteriormente, se incorporó a los Servicios Informativos de Televisión Española (TVE). En el canal público de televisión, Barba se convirtió en una de las periodistas reconocidas de la cadena y cubrió los partidos más importantes de la Selección de fútbol masculino de España durante la Liga de Campeones de la UEFA. También narró las dos Eurocopas, la Copa Mundial de Fútbol de 2010 de Sudáfrica, donde España ganó, y la Copa Mundial de 2014 de Brasil. No solo ha llevado la información sobre fútbol, sino que también ha cubierto los Juegos Olímpicos de Londres 2012.
Además de periodista, Barba también es escritora y publicó en abril de 2012 La Roja por dentro, un libro sobre los entresijos de la Selección de fútbol masculino de España dos años después de la victoria en el Mundial de 2010, y que presentó junto al exfutbolista y entrenador español Vicente del Bosque, el entonces seleccionador nacional.
Barba también ha participado en coloquios reivindicando la presencia de mujeres en el periodismo deportivo y futbolístico español.

## Reconocimientos
En 2013, Barba recibió la Estrella de la Comunidad de Madrid en el Día Internacional de la Mujer por su decisiva labor en materia de igualdad. Barba ha luchando contra las barreras que supone el machismo y, sobre todo, con las barreras que esto supone en el periodismo deportivo.

## Libros
- 2012: La Roja por dentro. Temas de Hoy. ISBN 978-84-9998-111-6.
- 2024: Cuando ellas tocaron el cielo. Espasa.